# جودي داير
جودي داير (بالإنجليزية: Judy Dyer)‏ هي منافسة ألعاب القوى أمريكية، ولدت في 9 مايو 1948 في توبيكا في الولايات المتحدة.

## وصلات خارجية
- جودي داير على موقع أوليمبيديا (الإنجليزية)